# Affectio societatis
La affectio societatis designa la voluntad común de asociarse entre varias personas físicas o morales. Constituye un elemento característico de la sociedad civil francesa. Los artículos 1832 y 1833 del Código civil francés la hacen aparecer como fundamento mismo de esta noción.

## Definición
No existe definición legal de la voluntad de asociarse. La jurisprudencia la tiene pues definida.
La affectio societatis es invocada allí donde se observa colaboración voluntaria, activa, interesada y a menudo entre iguales. El carácter voluntario y activo de la colaboración la distingue de las agrupaciones involuntarias tales como una comunidad de vecinos en condominio. El carácter interesado distingue la sociedad de la mera asociación. No hay, sin embargo, siempre real colaboración entre los asociados, en particular cuando estos son meros poseedores pasivos de títulos en bolsa. La igualdad no es entre personas, pero entre las partes sociales: hay a menudo socios mayoritarios y socios minoritarios en las sociedades (el derecho define por esta razón los eventuales abusos de mayoría, y aun de minoría —de bloqueo, por ejemplo).

## Rol
La affectio societatis es un criterio de calificación y de existencia del contrato de sociedad, es utilizado para distinguir la sociedad de ciertas situaciones, tales como el contrato de trabajo o el pacto de indivisión (o la indivisión contractual).

### La distinción entre el contrato de sociedad y el contrato de trabajo
La distinción entre el contrato de sociedad y el contrato de trabajo es en teoría relativamente fácil : en el contrato de trabajo, hay un vínculo de subordinación; este está excluido en el contrato de sociedad donde los socios tienen que estar sobre un pie de igualdad.

### La distinción entre el contrato de sociedad y el pacto de indivisión
La indivisión, forzosa o convencional, es un estado de copropiedad: es la situación en la cual una cosa o masa patrimonial pertenece a varias personas denominadas «indivisarios». Cada uno de los indivisarios tiene una porción ideal de propiedad (o «cuota de participación») en el bien común, pero no el derecho privativo sobre esta porción.

## La coexistencia de aspectos institucionales y contractuales de la sociedad
Si la sociedad es contractual, la libertad se impone, mientras que si la sociedad es institucional, las reglas de orden público se deben respetar.